# Berenice (cuento)
Berenice es un cuento de terror del escritor estadounidense Edgar Allan Poe, publicado por primera vez en el Southern Literary Messenger en 1835.
La historia está narrada por Egaeus, que se prepara para casarse con su prima Berenice. Él tiende a caer en periodos de intensa concentración, durante los cuales parece separarse del mundo exterior. Berenice comienza a deteriorarse a causa de una enfermedad sin nombre hasta que sólo sus dientes permanecen sanos. Egaeus se obsesiona con ellos. Cuando entierran a Berenice, sigue contemplando sus dientes. Un día, despierta de un estado de trance con una sensación de inquietud y oye gritos. Un criado le informa de que la tumba de Berenice ha sido perturbada y que aún está viva. Junto a Egaeus hay una pala, un poema sobre "visitar la tumba de mi amada" y una caja que contiene 32 dientes.
Sus contemporáneos consideraron a Berenice de un sadismo espeluznante; se manifestaron horrorizados con la historia y expusieron sus quejas al director del Messenger. Aunque Poe publicó con posterioridad una versión recortada, afirmó que sólo debería ser juzgado por el número de ejemplares vendidos.

## Argumento
El narrador, Egaeus, es un joven estudioso quien crece en una mansión grande y lúgubre con su prima Berenice. Sufre un tipo de trastorno obsesivo, una monomanía que le hace fijarse en los objetos. Berenice, bella en su origen, padece una enfermedad degenerativa no especificada, de la que son síntoma los periodos de catalepsia, a los que se refiere como un "trance". Sin embargo, ambos están a punto de casarse.
Una tarde, Egaeus ve a Berenice sentada en la biblioteca. Cuando ella sonríe, él se fija en sus dientes. Su obsesión se apodera de él, y durante días entra y sale de su conciencia, pensando constantemente en sus dientes. Se imagina sosteniendo los dientes y dándoles la vuelta para examinarlos desde todos los ángulos. En un momento dado, un criado le dice que Berenice ha muerto y que va a ser enterrada. Cuando vuelve en sí, con un terror inexplicable, se encuentra delante de él una lámpara y una pequeña caja. Entra otro criado, informando de que se ha violado una tumba y se ha encontrado un cuerpo desfigurado amortajado, aún con vida. Egaeus descubre que sus ropas están cubiertas de barro y sangre, y abre la caja para descubrir que contiene instrumentos dentales y "treinta y dos piececitas blancas, parecidas al marfil": los dientes de Berenice.
El epígrafe en latín al principio del texto: Dicebant mihi sodales, si sepulchrum amicae visitarem, curas meas aliquantulum fore levatas, puede traducirse: "Mis compañeros me aseguraban que visitando el sepulcro de mi amada aliviaría en parte mis tristezas". Egaeus descubre esta cita en un libro hacia el final del relato.

## Análisis
En Berenice, Poe sigue la tradición popular de la novela gótica, género de gran éxito entre los lectores norteamericanos e ingleses de su época. El autor, sin embargo, lograba imprimir a este tipo de historias su toque personal, más elaborado, y lo hacía dramatizando el terror a través de imágenes más realistas. Este es uno de los relatos más violentos de Poe. El propio narrador al leer la frase de la cita se horroriza sin saber el motivo: «¿Por qué, pues, al leerlas se me erizaron los cabellos y la sangre se congeló en mis venas?». Poe en realidad no incluye la escena en que el personaje arranca los dientes a su mujer aún viva, pero lo da a entender clara e inequívocamente, y hace que el lector se lo imagine al ponerlo en trance después de llevarlo a cabo, y sólo unas líneas más tarde se le ve manchado de sangre. Otro detalle atroz es que se puntualiza que la cajita, en efecto, contiene 32 piezas dentales exactas (las que conforman la dentadura humana), y el lector igualmente imagina cómo han debido de ser arrancadas, una por una, estando aún viva la víctima.
El tema principal del relato puede encontrarse en otra frase que aparece al principio del cuento: «¿Cómo es que de la belleza he derivado un tipo de fealdad; de la alianza y la paz, un símil del dolor?». Poe utiliza por primera vez un personaje afectado de monomanía, recurso que utilizará varias veces en obras posteriores.
Los dientes aparecen ocasionalmente en su obra como símbolo de la muerte: los «sepulcrales y espantosos» dientes del caballo en Metzengerstein, los labios que se retuercen sobre los dientes del hipnotizado en La verdad sobre el caso del señor Valdemar, y el crujir de dientes en Hop-Frog. Sigmund Freud hubiese podido señalar el significado de los dientes en Berenice. En términos freudianos, la extracción de los dientes es signo de castración, posiblemente como castigo por la masturbación. Los dientes pueden indicar también una defensa contra la posesión del cuerpo femenino, otra connotación sexual. La psicoanalista Marie Bonaparte, en su libro Vida y cartas de Edgar Allan Poe, se refiere a la llamada vagina dentata en su interpretación del cuento. También en términos psicológicos, se ha señalado el acusado fetichismo presente en el relato.
Egaeus y Berenice son personajes muy representativos o modélicos. Egaeus, que vive literalmente en su biblioteca, representa el intelectualismo. Es un hombre sereno y de hábitos sosegados que solo tiene interés en el pensamiento y el estudio. Berenice es menos espiritual; se la describe como roaming carelessly through life y agile, graceful and overflowing with energy («vagando despreocupada por la vida» y «ágil, elegante y llena de una desbordante energía»).
Se trata, en realidad, de una mujer oprimida, que no dice palabra en toda la historia. Su único propósito, al igual que ocurre con muchos personajes femeninos de este autor, se sugiere, es ser hermosa y acabar muriendo. Egaeus pierde interés en la persona al completo cuando Berenice enferma, lo que para él la convierte en un objeto digno de análisis, no de admiración. Egaeus la deshumaniza, por ejemplo describiendo «la» frente de Berenice, en lugar de «su» frente.
Poe pudo utilizar los nombres de los personajes para sugerir vínculos con la antigua tragedia griega. El nombre Berenice («portadora de la victoria», en griego) proviene de un poema de Calímaco. En el poema, el personaje histórico de Berenice promete entregar sus hermosos cabellos a la diosa Afrodita si su marido regresa a salvo de la guerra. Y Egaeus puede provenir de Aegeus, un legendario rey de Atenas que se suicidó cuando pensó que su hijo Teseo había muerto tratando de acabar con el monstruoso Minotauro. 
Las líneas finales del cuento suponen la conjunción de distintas líneas significativas. El ritmo narrativo, así como el sonoro consonantismo y la acentuación vocálica larga ayudan a unificar el efecto.
Robert Louis Stevenson admira en Poe su «poco menos que inverosímil agudeza en el resbaladizo terreno entre la cordura y la demencia», aseveración fundada en relatos como El demonio de la perversidad, El corazón delator» y Berenice. Sobre éste en concreto afirma que es «terrible, pulsa en nuestro pecho una cuerda, cuerda que acaso fuera mejor no tocar».
El biógrafo de Poe Georges Walter sugiere que Berenice es «la historia más terrorífica» de su autor y recuerda el estudio sobre la misma de Marie Bonaparte centrado en el «modo sado-necrófilo del ciclo de la madre».
Julio Cortázar destaca el hecho de que se trata de uno de los primeros cuentos de Poe (quizá el primero que escribió), y sin embargo es expresivo ya de todo el horror y la eficacia de los mejores. También recuerda que en carta al editor del periódico en que reconoce haber llegado al mismo borde del mal gusto, Poe declara asimismo que Berenice nació de una simple apuesta.
Berenice es, por último, una de las pocas historias de Poe cuyo narrador tiene un nombre concreto.

### Temas principales
Aparecen varios temas en común con otras obras:
- La muerte de una bella mujer (también en Ligeia, Morella, El retrato oval y Filosofía de la composición).
- El entierro en vida (en El barril de amontillado, La caída de la casa Usher y El entierro prematuro).
- La catalepsia (en El entierro prematuro y La caída de la casa Usher).
- La demencia (en La caída de la casa Usher, El corazón delator, El sistema del doctor Tarr y el profesor Fether).

## Publicación y acogida
El cuento apareció por primera vez en la hasta cierto punto refinada publicación Southern Literary Messenger en marzo de 1835. Muchos lectores se sintieron conmocionados por la violencia sugerida en Berenice y se quejaron al director del periódico, Thomas W. White, lo que condujo a una nueva versión suavizada que salió en 1840. Los cuatro párrafos retirados (incluidos, en palabras de Julio Cortázar, en la versión traducida por Baudelaire, y que no aparecen en la propia traducción de aquel) muestran una visita de Egaeus a Berenice antes de su entierro, en la que se aprecia claramente que ella está todavía viva, moviendo los dedos y sonriendo. Cortázar afirma sin embargo sobre esta supresión que «Poe mejoró sensiblemente el cuento». Los cuatro párrafos suprimidos seguían en la primera versión a la frase the grave was ready for its tenant, and all the preparations for the burial were completed («la tumba estaba dispuesta para su ocupante y terminados los preparativos del entierro»):
Texto en inglés:

With a heart full of grief, yet reluctantly, and oppressed with awe, I made my way to the bed-chamber of the departed. The room was large, and very dark, and at every step within its gloomy precincts I encountered the paraphernalia of the grave. The coffin, so a menial told me, lay surrounded by the curtains of yonder bed, and in that coffin, he whisperingly assured me, was all that remained of Berenice. Who was it asked me would I not look upon the corpse? I had seen the lips of no one move, yet the question had been demanded, and the echo of the syllables still lingered in the room. It was impossible to refuse; and with a sense of suffocation I dragged myself to the side of the bed. Gently I uplifted the sable draperies of the curtains.

As I let them fall they descended upon my shoulders, and shutting me thus out from the living, enclosed me in the strictest communion with the deceased.

The very atmosphere was redolent of death. The peculiar smell of the coffin sickened me; and I fancied a deleterious odor was already exhaling from the body. I would have given worlds to escape — to fly from the pernicious influence of mortality — to breathe once again the pure air of the eternal heavens. But I had no longer the power to move — my knees tottered beneath me — and I remained rooted to the spot, and gazing upon the frightful length of the rigid body as it lay outstretched in the dark coffin without a lid.

God of heaven! — is it possible? Is it my brain that reels — or was it indeed the finger of the enshrouded dead that stirred in the white cerement that bound it? Frozen with unutterable awe I slowly raised my eyes to the countenance of the corpse. There had been a band around the jaws, but, I know not how, it was broken asunder. The livid lips were wreathed into a species of smile, and, through the enveloping gloom, once again there glared upon me in too palpable reality, the white and glistening, and ghastly teeth of Berenice. I sprang convulsively from the bed, and, uttering no word, rushed forth a maniac from that apartment of triple horror, and mystery, and death.

Traducción:

Tenía el corazón oprimido y lleno de pesar y, aunque reticente, me dirigí al dormitorio de la muerta. La cámara era amplia y oscura, y a cada paso en el interior de su sombrío recinto tropezaba con los ornatos funerarios. El ataúd, por lo que un criado me indicó, se encontraba rodeado por los cortinajes de la cama y, en ese ataúd, me susurró, se hallaba todo lo que quedaba de Berenice. ¿Quién fue el que me sugirió entonces que me acercase a mirar el cadáver? No había visto moverse los labios de nadie; sin embargo, la petición había sido formulada, y el eco de las sílabas todavía vibraba en el aire. Era imposible negarlo, y con una sensación de sofoco me arrastré junto a la cama. Suavemente retiré a un lado los sombríos cortinajes.

Al dejarlos caer, rodearon mis hombros, alejándome del mundo de los vivos y dejándome en estrecha comunión con el cadáver.

La atmósfera misma estaba impregnada de muerte. El olor peculiar del ataúd me puso enfermo; y me imaginé que el cuerpo ya exhalaba una emanación nefasta. Habría dado un mundo por escapar, por huir de la influencia perniciosa de la muerte, por respirar otra vez el aire puro de los cielos eternos. Pero carecía del poder de moverme, mis rodillas se tambaleaban, y permanecí petrificado allí mismo, mirando en toda su espantosa longitud el cuerpo rígido, atrapado en el negro sarcófago destapado.

¡Dios del cielo! ¿Es posible? ¿Es mi cerebro que flaquea, o era de verdad un dedo del cadáver amortajado retorciéndose bajo la venda encerada que lo envolvía? Helado de indecible pavor, levanté poco a poco los ojos, fijándolos en el semblante del cadáver. Una cinta le sujetaba las mandíbulas, pero, no sé cómo, se había desprendido. Los labios lívidos se retorcían en una especie de sonrisa y, a través de la agobiante penumbra, otra vez fulminó mi mirada, irresistiblemente, el brillo blanco y espantoso de los dientes de Berenice. Salté convulsivamente de la cama y, sin pronunciar palabra, huí como un maníaco de aquel reducto de horror, misterio y muerte.

Poe no estaba de acuerdo con las denuncias de los lectores. Un mes después de la publicación de Berenice, escribió a White diciendo que muchas revistas habían alcanzado la fama a causa de historias similares. Ya fuese de mal gusto o no, expresó su aspiración de ser valorado, afirmando que «para ser valorado uno tiene que ser leído». De todos modos, añadió, «no pecaré tan egregiamente otra vez». También hizo hincapié en que la frase final no iba dirigida al gusto del público sino solo a la tirada de la revista.